# Bevarelseslov
I fysikken findes en række fundamentale bevarelseslove, her er nogle af dem:
- Energibevarelse - Den totale energi er bevaret i et isoleret system. Se også Termodynamikkens 1. lov.
- Impulsen er bevaret i et lukket system.
- Impulsmomentet er bevaret i et lukket system.
- Elektrisk ladning er bevaret i et lukket system.

Bevarelseslovene har stor betydning for al fysik. Jf. Noethers sætning er de bevarede størrelser i et system relateret til systemet symmetrier.
| Naturvidenskab | Spire Denne naturvidenskabsartikel er en spire som bør udbygges. Du er velkommen til at hjælpe Wikipedia ved at udvide den. |